# Василькова Зоя Миколаївна
Зоя Миколаївна Василькова, у шлюбі Чекулаєва (нар. 4 травня 1926 — 1 червня 2008) — радянська і російська акторка театру і кіно. Учасниця німецько-радянської війни.

## Біографія
Народилась 4 травня 1926 року в місті Ленінграді в родині військового. Росіянка.
В роки німецько-радянської війни у 1943 році добровільно пішла на фронт, старший метеоролог відділення метеослужби 7-го корпусу ППО, сержант.
Після закінчення війни вступила до ВГІКу (курс В. В. Ваніна), який закінчила 1949 року. Протягом 1949—1950 років перебувала у штаті Театру-студії кіноактора. У 1950—1952 роках перебувала у дворічному відрядженні в Китаї. З 1954 по 1956 роки — актриса театру Північної групи військ (Польща), з 1957 по 1959 роки — акторка театру Групи радянських військ у Німеччині.
Починаючи з 1959 року — акторка кіностудії імені Горького, майстриня епізоду. Мешкала в Москві.
Останні роки життя провела у Санкт-Петербурзі, де й померла 1 червня 2008 року.

## Нагороди
За участь у німецько-радянській війні була нагороджена орденом Вітчизняної війни 2-го ступеня (11.03.1985), медаллю «За бойові заслуги» (08.10.1944), іншими медалями.

## Фільмографія
- 1949 — У них є Батьківщина :: ткаля (немає в титрах).
- 1956 — Павло Корчагін :: пасажирка (немає в титрах).
- 1956 — Подорож у молодість :: Олена Маякова, альпіністка (у титрах З. Чекулаєва).
- 1957 — Ходіння по муках :: Єлизавета Київна Расторгуєва, футуристка.
- 1961 — Вечори на хуторі біля Диканьки :: Катерина II.
- 1961 — Два життя :: швачка (немає у титрах).
- 1961 — Дев'ять днів одного року :: дама з нарзаном, на весіллі (у титрах З. Чекулаєва).
- 1962 — Мій молодший брат :: буфетниця (немає в титрах).
- 1962 — Острів Вільховий (короткометражний) :: медсестра.
- 1962 — Третій тайм :: господиня квартири.
- 1963 — Великі і маленькі :: Зоя Миколаївна, мама Люсі.
- 1963 — Великий гніт (кіноальманах) :: пасажирка з валізою, сусідка Петрика-Півника по купе.
- 1963 — Коли козаки плачуть (короткометражний) :: Уляна (головна роль).
- 1963 — Королівство кривих дзеркал :: придворна в золотому.
- 1963 — Вперта дівчина (короткометражний) :: сусідка.
- 1963 — Стежки Алтаю :: епізод.
- 1963 — Сліпий птах :: мати хлопчика-втікача на Кубу (немає в титрах).
- 1963 — Щур на підносі (короткометражний) :: відвідувачка виставки.
- 1964 — Казка про втрачений час :: Ліза, продавчиня яблук (у титрах — З. Чекулаєва).
- 1964 — Пригоди Толі Клюквіна :: лікарка швидкої допомоги.
- 1964 — Гранатовий браслет :: Людмила Василівна Дурасова (у титрах З. Чекулаєва).
- 1964 — Все для Вас :: дама в штанях (немає в титрах).
- 1965 — Чисті ставки :: офіціантка (немає в титрах).
- 1965 — Чорний бізнес :: іноземна туристка.
- 1965 — Сплячий лев :: гостя на ювілеї в квітчастій сукні (у титрах З. Чекулаєва).
- 1965 — Нескорений батальйон | Енилмяз баталйон :: Колпакова
- 1965 — Діти Дон Кіхота :: Зоя Миколаївна, мати Валі й Андрійка.
- 1965 — Ваш син і брат :: аптекарка.
- 1965 — Серце матері :: попадя (немає в титрах).
- 1966 — Чорт із портфелем :: друкарка.
- 1966 — Поганий анекдот :: Палашка (у титрах З. Чекулаєва).
- 1966 — Казка про царя Салтана :: епізод.
- 1966 — Сіра хвороба :: Таточка Галкіна.
- 1966 — Коли грає клавесин (короткометражний) :: буфетниця.
- 1966 — Дядечків сон :: дама з собачкою (у титрах З. Чекулаєва).
- 1967 — Циган :: Даша (у титрах З. Чекулаева).
- 1967 — Шлях в «Сатурн» :: Гретхен.
- 1967 — Вогонь, вода та … мідні труби :: Радниця.
- 1967 — Кінець «Сатурна» :: Гретхен.
- 1968 — По Русі :: швачка.
- 1969 — Квіти запізнілі :: Топоркова, дружина доктора, купчиха.
- 1969 — Злочин і кара :: епізод.
- 1969 — Дві посмішки (кіноальманах) :: мати Капустіна.
- 1969 — Варвара-краса, довга коса :: нянька.
- 1970 — Випадок з Полиніним :: Суржилова, акторка.
- 1970 — І був вечір, і був ранок... :: Глаша, покоївка.
- 1970 — Зірки не гаснуть :: дама.
- 1970 — Квіти запізнілі :: Топоркова, дружина лікаря.
- 1971 — 12 стільців :: «Сашхен» Олександра Яківна (немає в титрах).
- 1971 — Джентльмени удачі :: Маша, двірниця.
- 1971 — Смертний ворог :: дружина Власа.
- 1972 — Руслан і Людмила :: мамушка.
- 1972 — Людина на своєму місці :: Олександра Василькова, завідувачка ферми.
- 1972 — Бій після перемоги :: Гретхен.
- 1973—1983 — Вічний поклик :: Дар'я (2 серія).
- 1973 — Товариш генерал :: селянка.
- 1973 — З веселощами й відвагою :: офіціантка-буфетниця.
- 1973 — Нейлон 100% :: Маргарита Архипівна, перекупниця.
- 1973 — Крапля в морі :: тітка Варвара, двірничка.
- 1973 — Калина червона :: гостя на «святі життя» (немає в титрах).
- 1973 — Біля цих вікон… :: клієнтка ательє.
- 1973 — Вороття немає :: вчителька.
- 1973 — Береги :: епізод.
- 1974 — Шпак і Ліра | Skřivánek a Lyra :: дама на прийомі у баронеси.
- 1974 — Північна рапсодія.
- 1974 — Птахи над містом :: Нонна.
- 1974 — Любов земна :: Ємельянова.
- 1975 — Центровий з піднебесся :: вболівальниця (немає в титрах).
- 1975 — Ольга Сергіївна :: тітка Дуся, мати Микити.
- 1976 — Сонце, знову сонце.
- 1976 — Поки б'є годинник :: придворна дама.
- 1976 — Острів юності :: епізод (немає в титрах).
- 1976 — Мене це не стосується :: Васильків, начальниця мийного цеху ткацької фабрики.
- 1977 — Відкрита книга.
- 1977 — Зворотний зв'язок :: членкиня бюро міськкому.
- 1977 — Особисте щастя :: мешканець по сусідству з винними підвалами (немає в титрах).
- 1977 — Інкогніто з Петербурга :: дружина Добчинського.
- 1978 — По вулицях комод водили… :: свідок, новела «Грабіж серед білого дня» (немає в титрах).
- 1978 — Живіть в радості :: секретарка (немає в титрах).
- 1978 — Голубка :: готує звіт.
- 1979 — Сцени з сімейного життя :: Ганна Гаврилівна сусідка Кіри.
- 1979 — Батько і син :: дружина Колупаєва.
- 1979 — Відлуння далеких пострілів | Фільм № 2 (немає в титрах).
- 1979 — Місце зустрічі змінити не можна :: потерпіла, якій Кирпич порізав сумку.
- 1979 — Смак хліба :: Зоя Миколаївна Славіна, голова райзабезу.
- 1980 — Про бідного гусара замовте слово :: губернаторша.
- 1980 — Скринька Марії Медичі :: дама-автомобілістка з дачного кооперативу.
- 1980 — Коней на переправі не міняють :: Сльозкіна.
- 1980 — На початку славних справ (СРСР, НДР) :: жінка з бубликами (немає в титрах).
- 1981 — Викрадення століття.
- 1981 — Бідна Маша :: відпочивальниця на пляжі.
- 1981 — 34-й швидкий :: епізод (немає в титрах).
- 1982 — Не хочу бути дорослим :: перехожа з собачкою.
- 1982 — Хто стукає у двері до мене… :: жінка біля суду (немає в титрах).
- 1982 — Ось такі дива :: Ніна Миколаївна, прибиральниця.
- 1982 — Божевільний день інженера Баркасова :: сусідка.
- 1983 — Справа за тобою! :: мешканка села з поросям на прийомі у ветеринара; тубистка оркестру.
- 1984 — Жарти у бік :: пасажирка поїзда.
- 1984 — Дуже важлива персона :: касирка (немає в титрах).
- 1984 — Інопланетянка :: фізкультурниця на балконі.
- 1985 — Танці на даху :: Ольга Петрівна.
- 1985 — Від зарплати до зарплати :: завідувачка кореспонденцією.
- 1985 — Почни спочатку :: акторка.
- 1985 — Як стати щасливим :: співробітниця інституту мозку.
- 1989 — Не зійшлися характерами :: Лідія Львівна Лебедєва.
- 1989 — Вхід до лабіринту :: дружина Біловола.
- 1990 — Зроблено в СРСР :: вчителька.
- 1992 — Розшукується небезпечний злочинець :: секретарка у Маховикова.
- 1992 — Пам'ятаєш запах бузку… :: Ксенія Єгорівна, вчителька, грибниця.
- 1993 — Твоя воля, господи! :: Надійка.
- 1993 — Вітька Шушваль і автомобіль :: сестра-господиня в інтернаті.
- 1994 — Чорний клоун :: Емма Львівна.
- 1994—1996 — Залізна завіса :: епізод.
- 1998 — Твір до Дня Перемоги :: епізод.
- 1999 — Транзит для диявола :: медсестра.
- 2003 — Євлампія Романова. Слідство веде дилетант-1.
- 2003 — Сволота ненаглядна | Фільм № 3 :: епізод.
- 2004 — Смерть в прямому ефірі | Фільм № 4 :: епізод.
- 2004 — Москва. Центральний округ-2.
- 2006 — Людина безповоротна :: жінка в електричці.